# Lophacme
Lophacme és un gènere de plantes de la subfamília de les cloridòidies, família de les poàcies. És originària de Sud-àfrica.
Fou descrit per Otto Stapf i publicat a Flora Capensis 7(2): 316. 1898. (Jul 1898)

## Taxonomia
- Lophacme digitata Stapf 1899
- Lophacme incompleta (Roth) Chiov. 1908
- Lophacme parva Renvoize i Clayton